# Celama crucigera
Celama crucigera är en fjärilsart som beskrevs av Turner 1944. Celama crucigera ingår i släktet Celama och familjen trågspinnare. Inga underarter finns listade i Catalogue of Life.